# Seuchenzug
Als Seuchenzug wird ganz allgemein die erhebliche und überregionale Ausbreitung einer bedrohlichen, hochkontagiösen Infektionskrankheit (Seuche) mit relativ kurzen Inkubationszeiten verstanden, sei es durch Übertragung von Tier zu Tier oder von Mensch zu Mensch.
Die massive Ausbreitung einer von Mensch zu Mensch übertragbaren Infektionskrankheit wird zunächst als Epidemie bezeichnet und bei Ausbreitung über mehrere Kontinente hinweg als Pandemie. Für Tierseuchen werden die Bezeichnungen Epidemie und Pandemie nicht benutzt, sondern man spricht von Epizootie und Panzootie.
Ein historisch bedeutender Seuchenzug war der Schwarze Tod im Mittelalter, eine heute meist als Pest bezeichnete Pandemie. Als Seuchenzüge traten unter anderem auch Pocken, Cholera, Fleckfieber, Masern oder Grippe auf. Seit dem Jahr 2005 wird der Begriff Seuchenzug häufig auch für die Ausbreitung des Virus Influenza A/H5N1, des Erregers der Vogelgrippe H5N1, benutzt.